# Loužek (přírodní rezervace)
Loužek je přírodní rezervace na jižním okraji obce Doksany v okrese Litoměřice. Chráněné území spravuje  Krajský úřad Ústeckého kraje. Rezervace byla zařazena na seznam evropsky významných lokalit Natura 2000.

## Předmět ochrany

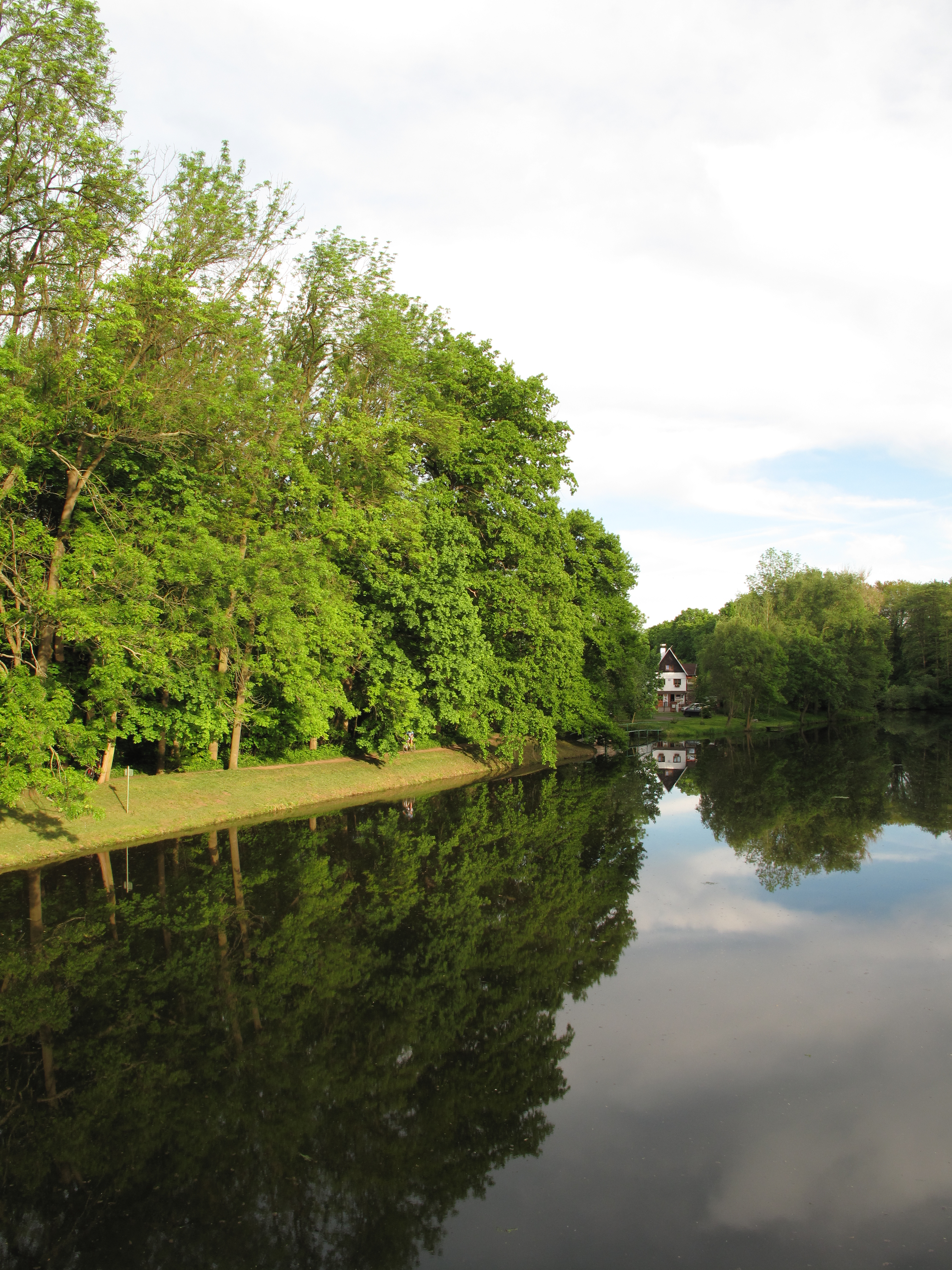
Lužní les na břehu Ohře

Důvodem ochrany je zachování typického smíšeného lužního porostu v údolní nivě řeky Ohře. Mezi dřevinami jsou zastoupeny dub letní (Quercus robur), jilm vaz (Ulmus laevis), jilm habrolistý (Ulmus minor), jasan ztepilý (Fraxinus excelsior) a jasan úzkolistý (Fraxinus angustifolia).
V bylinném patře chráněného území se vyskytuje bleduje jarní (Leucojum vernum), ladoňka dvoulistá (Scilla bifolia) a lilie zlatohlávek (Lilium martagon).
Z evropsky významných druhů živočichů je zastoupen brouk z čeledi lesákovitých lesák rumělkový (Cucujus cinnaberinus), který v České republice patří mezi silně ohrožené druhy. Z měkkýšů byl v mokřadních biotopech uvnitř lužního lesa zaznamenán údolníček rýhovaný (Vallonia enniensis) a v řece Ohři i v jejím mrtvém rameni velevrub tupý (Unio crassus). Pokud jde o ptáky, na území rezervace se vyskytuje slavík obecný (Luscinia megarhynchos), žluva hajní (Oriolus oriolus), kavka obecná (Coloeus monedula) a hojně též havran polní (Corvus frugilegus). Z chráněných druhů savců byla na březích Ohře zaregistrována vydra říční (Lutra lutra).

## Historie
Lokalita se nachází v nadmořské výšce 150–154 m. Rezervace je složena ze dvou oddělených částí: z lesních porostů na pravém břehu Ohře u Doksan (Havraníky) a lesa na levém břehu (Loužek, ostrov svatého Klimenta). V minulosti tvořily obě části rezervace jeden velký ostrov – ostrov sv. Klimenta, obtékaný dvěma rameny Ohře.
Původně byly zdejší lesy vlastnictvím doksanského kláštera, založeného v roce 1142. Klášter byl zrušen za vlády císaře Josefa II. v roce 1782 a panství bylo spojeno s majetky na Hrubé Skále. V roce 1786 provedena první hospodářská úprava zdejších lesů, později se však hospodařilo bez lesního hospodářského plánu.
Poprvé byla ochrana lužního lesa o rozloze 20,4690 ha u Doksan vyhlášena tzv. silvestrovským výnosem československého Ministerstva školství a národní osvěty z 31. prosince 1933. Předmětem ochrany, uvedeným ve výnosu, byl „Listnatý háj podél toku Ohře (jilm, javor, dub, topol, osika, bříza, habr, olše, buk s hojným podrostem), ptačí útulna drobného ptactva, hnízdiště slavíků a kolonie havranů.“ Výnosem ministerstva kultury ČSSR ze dne 10. února 1977 byla nad územím v údolní nivě Ohře znovu ustanovena ochrana, a to formou vyhlášení státní přírodní rezervace.

## Přístup
Území přírodní rezervace se nachází v těsném sousedství zástavby při jižním okraji Doksan. S druhou částí, oddělenou hlavním korytem Ohře, na severozápadě sousedí autokempink v Brozanech.